# 波姆勒伊
波姆勒伊（法語：Pommereuil，法語發音：[pɔmʁœj]）是法国上法蘭西大區北部省的一个市镇，属于康布雷区。

## 地理
波姆勒伊（50°6'46"N, 3°35'48"E）面积6.45 平方千米，位于法国上法蘭西大區北部省，该省份为法国最北部的省份及最长的省份，西北濒北海，西接加来海峡省，南至埃纳省和索姆省，东与比利时接壤。
与波姆勒伊接壤的市镇（或旧市镇、城区）包括：福雷昂康布雷西、巴聚埃勒、勒卡托康布雷西、奥尔。

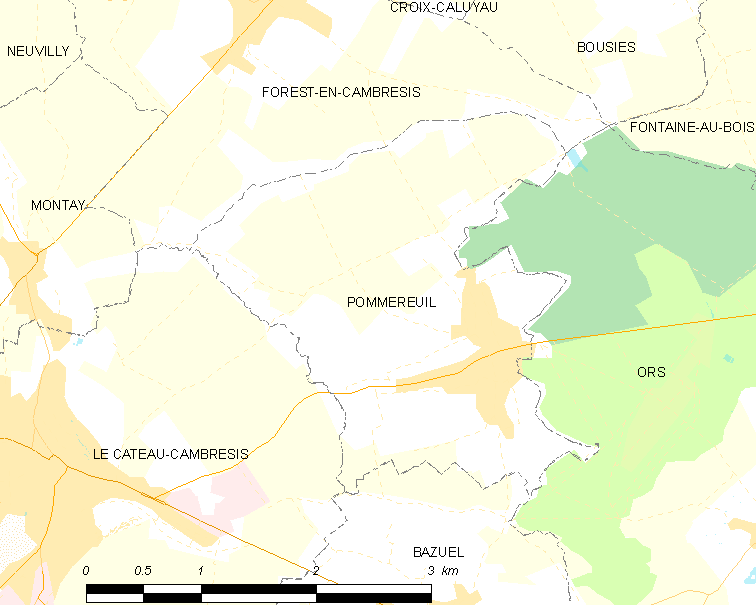
波姆勒伊的OSM定位图

波姆勒伊的时区为UTC+01:00、UTC+02:00（夏令时）。

## 行政
波姆勒伊的邮政编码为59360，INSEE市镇编码为59465。

## 政治
波姆勒伊所属的省级选区为勒卡托康布雷西县。

## 人口

1962-2008年间波姆勒伊人口变化图示

波姆勒伊于2022年1月1日时的人口数量为779人。